# شریف‌آباد (دیواندره)
{{جعبه اطلاعات روستای ایران
|نام‌رسمی=شریف‌آباد (دیواندره)
|روی‌نقشه= 
|عرض‌جغرافیایی=
|طول‌جغرافیایی=
|تصویر= 
|اندازه‌تصویر= 
|برچسب‌تصویر= 
|استان=کردستان
|شهرستان=دیواندره
|بخش= بخش مرکزی
|دهستان=چهل چشمه
|نام‌محلی= شه ریف آوا
|نام‌های‌دیگر=
|نام‌های‌قدیمی=
|سال‌بنیاد= 
|جمعیت 1353 نفر
|رشدجمعیت=
|تراکم‌جمعیت=
|زبان=کردی
|مذهب=شافعی
|مساحت=
|ارتفاع= 
|میانگین‌دما=
|میانگین‌بارش‌سالانه=
|شمارروزهای‌یخبندان=
|ره‌آورد=
|پیش‌شماره=
|وب‌گاه=
|جمله‌خوشامد=
|پانویس=
‌ شغل = تمامی مردم این روستا راننده ماشین سنگین هستند.                                                                                              
شریف‌آباد چلچەمە (دیواندره)، روستایی از توابع بخش مرکزی شهرستان دیواندره در استان کردستان ایران است.

## جمعیت
این روستا در دهستان چلچەمە قرار دارد و براساس [[سرشماری عمومی نفوس و مسکن ایران|در سال (۱۳۹۴)، جمعیت آن ۱,۱۰۰ نفر بوده‌است.